# اوشو، ایواته
اوشو در استان ایواته در کشور ژاپن  واقع شده‌است  که دارای جمعیت ۱۲۸٬۲۷۳ نفر و مساحت ۹۹۳٫۳۵ کیلومتر مربع با تراکم جمعیت ۱۲۹  نفر در کیلومترمربع است و در تاریخ ۲۰ فوریه ۲۰۰۶ به عنوان شهر شناخته شد.